# Werner (imię)
Werner – imię męskie pochodzenia germańskiego.
W Polsce zanotowane od XIV w. w formach: Wiernierz, Wiernarz, Warnasz, Warnek, Wiernek, Wiernic, Wierniec, Wierusz, Wierzko.
Imię rzadkie. W styczniu 2025 w publicznie dostępnym rejestrze osób żyjących PESEL było 1889 mężczyzn o imieniu Werner nadanym jako imię pierwsze.
Werner imieniny obchodzi 19 kwietnia.

## Mężczyźni o imieniu Werner
- Werner – biskup płocki, męczennik
- Werner – biskup chełmiński
- Werner Alfred Berger – niemiecki zbrodniarz wojenny
- Werner Best – niemiecki zbrodniarz wojenny
- Werner Braune – niemiecki zbrodniarz wojenny
- Wernher von Braun – niemiecki i amerykański konstruktor rakiet
- Werner Forßmann – niemiecki lekarz z Eberswalde
- Werner Heisenberg – niemiecki fizyk teoretyk
- Werner Grahn – niemiecki zbrodniarz wojenny
- Werner Günthör – szwajcarski lekkoatleta
- Werner Goldberg – niemiecki żołnierz żydowskiego pochodzenia
- Werner Haim – austriacki skoczek narciarski
- Werner Heel – włoski narciarz alpejski
- Werner Herzog – (właściwie W. Stipetić) – niemiecki reżyser
- Werner Jaeger – niemiecki filolog klasyczny
- Werner Kampe – niemiecki zbrodniarz wojenny odpowiedzialny za mordy Polaków i Żydów w Bydgoszczy
- Werner Kühn – niemiecki zbrodniarz wojenny
- Verner Lička – trener piłkarski
- Werner Lorenz – niemiecki zbrodniarz wojenny, szef VoMi (Głównego Urzędu Kolonizacyjnego dla Niemców etnicznych)
- Werner Rathmayr – austriacki skoczek narciarski
- Werner Reinsdorff – niemiecki zbrodniarz wojenny
- Werner Rohde – niemiecki zbrodniarz wojenny
- Werner Schuster – austriacki skoczek narciarski i trener
- Werner Ventzki – niemiecki nadburmistrz okupowanej Łodzi (niem. Litzmannstadt)
- Werner z Oberwesel – niemiecki męczennik Kościoła katolickiego.